# Am Iflock
Die Straße Am Iflock liegt im Stadtzentrum von Lüneburg.
 Die Quelle der IDs und der Beschreibungen ist der Denkmalatlas Niedersachsen.

## Lage
Die Straße Am Iflock verläuft in Nord-Süd-Richtung und verbindet die Straße Klostergang und den Johann-Sebastian-Bach-Platz mit der Kirche St. Michaelis. Die Straße hat eine Länge von etwa 120 Meter. Die Nummerierung beginnt an der Westseite mit den Häusern 1–2 und 3. Weiter geht es an der Ostseite der Straße von Haus 4a, 4, 5, 6, 7, 8 bis Haus 9 von Süden in Richtung Norden. Das Haus 15 steht am südlichen Ende der Straße auf der Westseite.

## Geschichte
Die Straße wurde das erste Mal im Jahre 1643 erwähnt. Der Name der Straße geht auf „iwlôf“ zurück, der mittelniederdeutsche Begriff für Efeu.

## Baudenkmale
| Lage                                     | Bezeichnung | Beschreibung | ID       | Bild |
| ---------------------------------------- | ----------- | ------------ | -------- | ---- |
| Am Iflock 1/2 53° 15′ 1″ N, 10° 24′ 9″ O | Wohnhaus    |              | 30676450 |      |
| Am Iflock 4 53° 14′ 59″ N, 10° 24′ 9″ O  | Speicher    |              | 30650216 |      |
| Am Iflock 5 53° 14′ 59″ N, 10° 24′ 8″ O  | Wohnhaus    |              | 30650238 |      |
| Am Iflock 6 53° 14′ 59″ N, 10° 24′ 8″ O  | Wohnhaus    |              | 30650258 |      |
| Am Iflock 7 53° 14′ 59″ N, 10° 24′ 8″ O  | Wohnhaus    |              | 30650278 |      |
| Am Iflock 8 53° 15′ 0″ N, 10° 24′ 8″ O   | Wohnhaus    |              | 30650298 |      |
| Am Iflock 9 53° 15′ 0″ N, 10° 24′ 8″ O   | Wohnhaus    |              | 30650318 |      |